# Zjednoczone Emiraty Arabskie na Mistrzostwach Świata w Lekkoatletyce 2017
Zjednoczone Emiraty Arabskie na Mistrzostwach Świata w Lekkoatletyce 2017 – reprezentacja Zjednoczonych Emiratów Arabskich podczas Mistrzostw Świata w Londynie liczyła 1 zawodnika, który nie zdobył medalu.

## Rezultaty
| Zawodnik      | Konkurencja        | Eliminacje | Eliminacje | Półfinał | Półfinał | Finał    | Finał   |
| Zawodnik      | Konkurencja        | Rezultat   | Pozycja    | Rezultat | Pozycja  | Rezultat | Pozycja |
| ------------- | ------------------ | ---------- | ---------- | -------- | -------- | -------- | ------- |
| Saud Al-Zaabi | Bieg na 800 metrów | 1:53,34    | 43.        | NQ       | NQ       | NQ       | NQ      |